# Phyllorchis pumilio
Phyllorchis pumilio là một loài thực vật có hoa trong họ Lan. Loài này được (Parish & Rchb. f.) Kuntze miêu tả khoa học đầu tiên năm 1891.